# Le nuove avventure di Pippi Calzelunghe
Le nuove avventure di Pippi Calzelunghe (The New Adventures of Pippi Longstocking) è un film statunitense del 1988 del genere fantasy–avventura–musicale, scritto e diretto da Ken Annakin, basato sul personaggio Pippi Calzelunghe, creato dalla scrittrice di libri per ragazzi Astrid Lindgren. La pellicola è stata prodotta dalla Columbia Pictures in collaborazione con Longstocking Productions e Svensk Filmindustri. Mentre il titolo suggerisce una continuazione dei film precedenti, in effetti si tratta di un remake della storia originale. È stato l'ultimo film completato da Annakin.

## Trama
Dopo che suo padre finisce disperso in mare a seguito di una tempesta improvvisa causata da un'eruzione vulcanica, Pippi Calzelunghe si incaglia, con il suo cavallo Alfonso e la scimmia Mr. Nilsson, e prende residenza nella Villa Villacolle, che i bambini del quartiere credevano fosse infestata.
Presto Tommy Settigren e Annika, si recano alla casa dopo aver visto le luci alle finestre. In cerca di fantasmi, incontrano invece Pippi, Mr. Nilsson e Alfonso. Diventano amici e sperimentano varie avventure insieme, come la realizzazione di frittelle, pulire il pavimento con le scarpe di lavaggio, servire il gelato ai bambini dell'orfanotrofio locale, andare in motocicletta e schivare "splunks". Pippi deve anche vedersela con il signor Blackhart e i suoi scagnozzi Rype e Rancid che desiderano demolire la sua casa e vendere la proprietà, ed evitare di essere internata in orfanotrofio dalla signora Bannister. Lei accetta di fuggire con Tommy e Annika a bordo di un elicottero-bicicletta per evitare questo destino. Essi finiscono per dover essere salvati dopo essere finiti nei pressi di una cascata scendendo in una botte lungo un fiume.
Credendo che Pippi potesse far male a Tommy e Annika, i loro genitori si rifiutano di lasciarli giocare con lei. La protagonista, ritenendo che i due fratelli sarebbero stati meglio senza di lei, decide di andare all'orfanotrofio. Come risultato Pippi è costretta a lasciare Mr. Nilsson e Alfonso. Giunta all'orfanotrofio non riesce ad adattarsi agli altri bambini a causa della sua mancanza di disciplina e di educazione. Tuttavia, dopo aver salvato l'orfanotrofio da un incendio appiccato inavvertitamente dalla sigaretta di un custode, diviene l'eroina della città e le è permesso di tornare a casa e giocare con Tommy e Annika.
Può incontrare suo padre il giorno di Natale e lui le offre la possibilità di diventare una principessa cannibale dell'isola sperduta in cui era naufragato e di cui era diventato il re. Pippi decide di accettare e tutti si riuniscono per darle l'addio in lacrime. Proprio mentre si preparavano a salpare, la protagonista decide di rimanere dopo aver visto che tutti gli abitanti del villaggio sono tristi nel vederli partire. Pippi spiega al padre-capitano che non può lasciare Tommy e Annika; lui capisce e le dice che le vuole bene. La bambina saluta poi suo padre il quale le annuncia che prima o poi tornerà per sempre e va a casa con Tommy, Annika, Mr Nilsson e Alfonso.

## Produzione

### Sviluppo
Il produttore Gary Mehlman era rimasto affascinato da Pippi Calzelunghe da quando le sue figlie Romy e Alexandra guardavano su VHS a noleggio i doppiaggi statunitensi dei film riassuntivi tratti dalla celebre serie Pippi Calzelunghe del 1969, e dei due relativi film sequel. Ispirato da ciò, Mehlman iniziò a competere per ottenere i diritti per la produzione di un film di Pippi già nel 1983. Ma Astrid Lindgren, l'autrice dei libri, era categoricamente riluttante a collaborare, ritenendo che Pippi fosse come una sua figlia, ed essendo molto a disagio al pensiero di un film hollywoodiano su di essa. Svensk Filmindustri, invece, lo studio svedese che deteneva i diritti di produzione di Pippi (e che aveva prodotto i suddetti serie TV e film), era interessato a una possibile coproduzione straniera, ma solo con l'approvazione di Astrid, per suo rispetto. Alla fine, nel 1985, dopo un incontro a Stoccolma, Astrid permise a Gary di produrre un film su Pippi, dopo aver abbracciato le sue due figlie Romy e Alexandra (rispettivamente di 8 e 7 anni all'epoca), che la andarono a trovare con il padre. Entrambe le bambine sono state accreditate nei titoli di coda come coloro "il cui amore per "PIPPI" ha fornito l'ispirazione per questo film".
La sceneggiatura per il film è liberamente tratta dai primi due volumi del romanzo Pippi Calzelunghe, con alcuni elementi ripresi dal terzo volume. Nel riadattare la storia per il pubblico americano, alcuni personaggi vennero rielaborati. Il signor Blackhart è una versione più disonesta del gentiluomo che appare all'inizio del terzo volume, mentre i suoi sgherri Rype e Rancid sono ispirati ai ladri Karlsson e Blom del primo volume. Miss Messerschmidt è invece basata su Miss Rosenblum, sempre dal terzo volume. Il cavallo di Pippi, senza nome nel libro, fu chiamato Alfonso. Inoltre, il cognome di Tommy e Annika venne cambiato da Settergren a Settigren; mentre il padre dei due bambini, uomo pacato e cordiale in origine, assunse un ruolo più antagonistico, salvo poi redimersi. Vennero inoltre inseriti alcuni riferimenti alla serie e ai film svedesi, come il personaggio di Miss Bannister, ispirato alla zia Prusselius e quello di Greg l'uomo colla, basato su Konrad dal film Quella strega di Pippi Calzelunghe. Da quest'ultimo lungometraggio è stata anche ripresa la scena della macchina volante, un sidecar nel film; mentre la scena in cui Pippi e i suoi amici volano su un elicottero-bicicletta è tratta dal film Pippi Calzelunghe e i pirati di Taka-Tuka.

### Casting e riprese
Le riprese ebbero luogo tra il 18 maggio e il luglio del 1987 a Fernandina Beach sull'Isola di Amelia e per la parte musicale a Jacksonville. Il budget per il film è stato stimato che fosse tra gli 8 e i 10 milioni di dollari.
Tami Erin, che all'epoca delle riprese aveva tra i 12 e i 13 anni, venne selezionata tra 8.000 attrici grazie ai suoi talenti, che includevano il canto, il ballo, la ginnastica, il tumbling e l'equitazione; le venne inoltre accordato dal regista il permesso di improvvisare alcune delle sue battute. Nonostante i suoi capelli fossero rossi naturali, le vennero tinti di una tonalità di rosso ancora più intenso per le riprese. Durante il film Erin porta un vestitino blu, proprio come la Pippi dei libri, sebbene occasionalmente ne indossi anche uno color verde, per omaggiare la Pippi interpretata da Inger Nilsson nella serie del 1969. In tutto vennero utilizzate tre varianti del vestito: blu, rosa e verde a scacchi. Fay Masterson, che era in lizza per il ruolo di Pippi, piacque tanto al regista che egli scrisse appositamente per lei il personaggio della capoclasse. Bob Hoskins venne inizialmente considerato per la parte del signor Blackhart.

## Canzoni

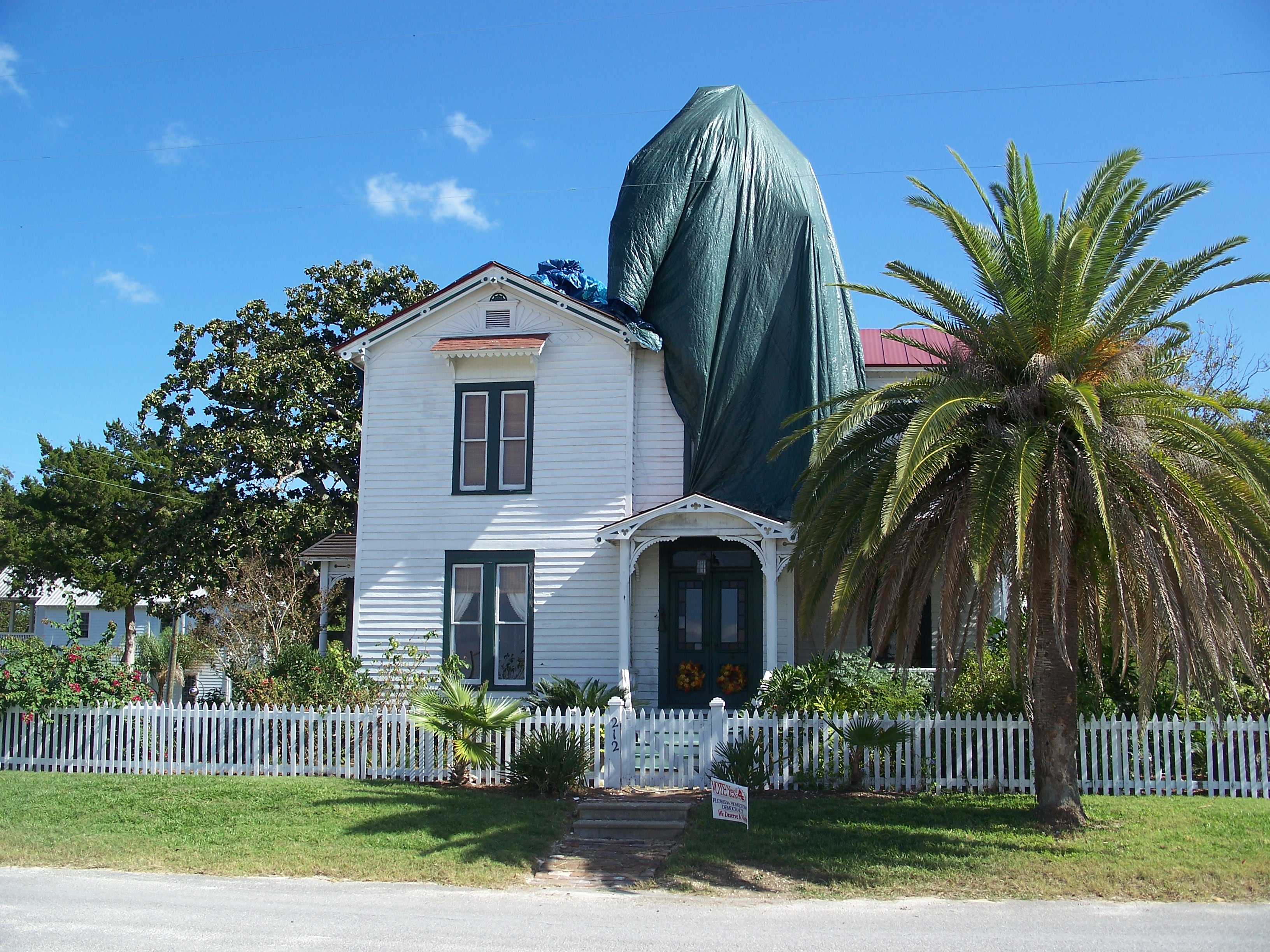
Villa Villacolle

1. Margie Nelson e l'International Children's Choir – Pippi Longstocking is Coming Into Your Town!
2. Michael Mendelson e Hoptoad Crew – We Live on the Seas
3. Marlene Ricci, Tami Erin, David Seaman, Jr., Cory Crow, e International Children's Choir – Scrubbing Day
4. Margie Nelson, Tami Erin, Cory Crow, e International Children's Choir – Runnin' Away
5. Tami Erin, David Seaman, Jr. e Cory Crow – Runnin' Away (reprise)
6. Sandra Simmons – Sticky Situation
7. Gail Lopata Lennon – Merry Christmas Tree
8. Tami Erin, Michael Mendelson e Hoptoad Crew – We Live on the Seas (reprise)
9. Margie Nelson e International Children's Choir – Pippi Longstocking is Coming Into Your Town! (reprise)

## Colonna sonora
L'etichetta Atlantic Records ha pubblicato la colonna sonora sia in LP che in CD (LP: 91016-1, CD: 91016-2). La stessa è stata pubblicata in Giappone dalla Polydor Records (CD: P32P-20156). Il LP e CD dell'Atlantica aveva 22 tracce, con la musica di Misha Segal e tutte le canzoni. Oggi è fuori commercio e difficile da trovare.
1. Pippi Longstocking is Coming Into Your Town
2. The Storm (canzone)
3. The Gulf Stream
4. Ghost of Villa Villekula
5. Pippi March
6. Scrubbing Day
7. War of the Ice Cream
8. Beautiful Day at the Villa
9. Pastorale
10. Runnin' Away
11. Runnin' Away (ripresa)
12. The Rescue (canzone)
13. Mama (canzone)
14. Sticky Situation
15. Pippi Saves the Day
16. Merry Christmas Tree
17. Father's Return
18. Kurre Kurre Islands
19. Goodbye Papa
20. We Live on the Seas
21. If You Ever Need Me
22. Pippi Longstocking is Coming Into Your Town (ripresa)

## Distribuzione

### Date di uscita e titoli internazionali
- 8 marzo 1988 in Giappone (長くつ下ピッピの冒険物語, Nagakutsushita Pippi no Bôken Monogatari)
- 7 luglio in Germania dell'Ovest (anteprima il 29 giugno al Festival del Cinema di Monaco) (Pippi Langstrumpf's neueste Streiche)
- 29 luglio in Canada e negli Stati Uniti (The New Adventures of Pippi Longstocking)
- 9 settembre in Svezia (Pippi Långstrump - Starkast i världen)
- 8 dicembre in Argentina (Las aventuras de Pippi Longstocking)
- 9 dicembre in Brasile (As Novas Aventuras de Pippi Longstocking)
- 22 dicembre nei Paesi Bassi
- 23 dicembre in Portogallo (As Novas Aventuras da Pipi das Meias Altas)
- 29 dicembre in Australia (The New Adventures of Pippi Longstocking)
- 13 gennaio 1989 in Messico (Las travesuras de una pelirroja)
- 17 marzo in Finlandia (Astrid Lindgrenin Peppi Pitkätossu -Maailman vahvin tyttö)
- novembre 1989 in Italia (home video) (Le nuove avventure di Pippi Calzelunghe)

### Edizione italiana
Il film in Italia non ricevette una distribuzione cinematografica, ma venne distribuito direttamente in VHS nel novembre 1989 dalla Univideo su marchio RCA/Columbia Pictures International Video.

## Accoglienza

### Critica
Le nuove avventure di Pippi Calzelunghe ricevette generalmente critiche negative. Il film ha un indice di gradimento del 17% sul sito Rotten Tomatoes. La stessa Astrid Lindgren ammise di aver trovato che la pellicola fosse terribile.

### Home video
Il film è stato distribuito in tutto il mondo in DVD nel 2000 e poi pubblicato assieme al film Matilda 6 mitica nel 2007.